# (5254) Ulises
(5254) Ulises es un asteroide que forma parte de los asteroides troyanos de Júpiter, descubierto el 7 de noviembre de 1986 por Eric Walter Elst desde el Observatorio de la Alta Provenza, Saint-Michel-l'Observatoire, Francia.

## Designación y nombre
Designado provisionalmente como 1986 VG1. Fue nombrado Ulises en homenaje a Ulises, la forma latina de Odiseo, héroe de la Ilíada y la Odisea del escritor griego Homero. En la Ilíada, se caracteriza por la inteligencia, la experiencia (como constructor de máquinas) y la resistencia. Hizo que el comandante en jefe Agamenón fuera restaurado y reunió a los griegos descontentos. La muerte del troyano Dolón por Ulises (que significa "dador de dolor") y Diomedes fue un episodio trágico. Inventó la estratagema del caballo de madera, y se mencionó por primera vez en la Odisea, su viaje de más de nueve años después de la batalla de Troya. El agradable episodio de Ulises y Nausícaa en Scheria ha inspirado a muchos escritores y compositores. En la famosa novela de James Joyce, "Ulises", el hombre de la hostilidad se convierte en un hombre de paz.

## Características orbitales
Ulises está situado a una distancia media del Sol de 5,237 ua, pudiendo alejarse hasta 5,867 ua y acercarse hasta 4,607 ua. Su excentricidad es 0,120 y la inclinación orbital 24,19 grados. Emplea 4378,05 días en completar una órbita alrededor del Sol.
Los próximos acercamientos a la órbita terrestre se producirán el.

## Características físicas
La magnitud absoluta de Ulises es 9,2. Tiene 76 km de diámetro y su albedo se estima en 0,07.